# Salvia angulata
Salvia angulata es una especie de hierba perenne de la familia de las lamiáceas, nativa de la región Caribe de Panamá, Colombia y Venezuela, que crece a los lados de arroyos y en el bosque húmedo, entre los 450 y 1.500 m de altitud.

## Descripción
Alcanza en promedio 1 m de altura. Presenta hojas ovales o subromboides. inflorescencia terminal en racimos, de 8 a 15 cm de largo, con 10-15 verticilos. La corola, de 10 mm, es blanca, a veces teñida de azul.

## Usos
La medicina tradicional le atribuye propiedades para tratar la picadura de escorpiones y para aliviar las inflamaciones.